# روي وليامز (منافس ألعاب قوى)
روي وليامز (بالإنجليزية: Roy Williams)‏ هو منافس ألعاب قوى نيوزيلندي، ولد في 9 سبتمبر 1934 في دنيدن في نيوزيلندا.

## روابط خارجية
- روي وليامز على موقع اللجنة الأولمبية النيوزيلندية (الإنجليزية)
- روي وليامز على موقع قاعة نيوزيلندا للمشاهير الرياضية (الإنجليزية)